# ریچارد سیرز (تنیس‌باز)
 ریچارد سیرز (انگلیسی: Richard Sears؛ زاده ۱۶ اکتبر ۱۸۶۱ درگذشته ۸ آوریل ۱۹۴۳) یک تنیس‌باز اهل ایالات متحده آمریکا بود.